# Grammisgalan 2005
Grammisgalan 2005 hölls i Vinterträdgården på Grand Hôtel i Stockholm den 7 februari 2005, och gällde 2004 års prestationer. Galan sändes i efterhand i TV 4. Konferencier var Wille Crafoord.

## Priser
- Årets album: The Hives, Tyrannosaurus Hives
- Årets artist: The Hives, Tyrannosaurus Hives
- Årets barnalbum: Anders & Putte, Mycket känsliga bitar
- Årets folkmusik: Ale Möller band, Bodjal
- Årets hiphop/soul: Embee, Tellings From Solitaria
- Årets hårdrock: In Flames, Soundtrack to Your Escape
- Årets jazz: Goran Kajfeš, Headspin
- Årets klassiska ensemble: Cecilia Zilliacus, Johanna Persson, Kati Raitinen, Goldberg Variations BWV 988 for String Trio
- Årets klassiska solo: Anne Sofie von Otter, Watercolours
- Årets klubb/dans: Andreas Tilliander, World Industries
- Årets kompositör: Marit Bergman, Baby Dry Your Eye
- Årets låt: Raymond & Maria, Ingen vill veta var du köpt din tröja
- Årets musik-DVD: Gyllene Tider, GT 25 Live! En scen vid en plats i en stad
- Årets nykomling: Anna Ternheim, Somebody Outside
- Årets kvinnliga popartist: Marit Bergman, Baby Dry Your Eye
- Årets manliga popartist: Christian Walz, Paint by Numbers
- Årets popgrupp: Gyllene Tider, Finn 5 fel!
- Årets producent: Pelle Gunnerfeldt och The Hives, Tyrannosaurus Hives
- Årets solo-rockalbum: Lars Winnerbäck, Vatten under broarna
- Årets rockgrupp: The Hives, Tyrannosaurus Hives
- Årets schlager/dansband: Benny Anderssons orkester med Helen Sjöholm, BAO!
- Årets textförfattare: Lars Winnerbäck, Vatten under broarna
- Årets visa: Mikael Wiehe, Kärlek & politik
- Årets öppen kategori: Blacknuss, Gold
- Årets hederspristagare: Stefan Wermelin, producent på Sveriges Radio
- Juryns specialpris: Alice Babs, sångerska

### Fotnoter
1. ↑  ”TV4 riks 2005-02-07”. Svensk mediedatabas. 7 februari 2005. https://smdb.kb.se/catalog/id/003581701. Läst 1 mars 2017.